# 温度
温度（、英: temperature）とは、温冷の度合いを表す指標である。

## 概要
二つの物体の温度の高低は温度的な接触(thermalcontact)によりエネルギーが移動する方向によって定義される。すなわち温度とはエネルギーが自然に移動していく方向を示す指標であるといえる。標準的には、接触によりエネルギーが流出する側の温度が高く、エネルギーが流入する側の温度が低いように定められる。接触させてもエネルギーの移動が起こらない場合は二つの物体の温度が等しい。この状態を温度平衡（熱平衡）と呼ぶ。
マクスウエルは、気体の温度は分子の乱雑な並進運動エネルギ―の平均値のみによって決まる。ただし、液体または固体状態にある物体に対する同様な結果は現在のところ確立されるに至っていないと述べていた。最近、五十嵐は液体や固体に対しても成り立つ温度の定義を提案している。それによると、分子間力が位置のみの関数であれば、多原子分子で相互作用が存在しても、分子の並進運動エネルギーの平均値を統計力学を用いて、厳密に求めることができて、その結果はマクスウエルの速度分布則と一致し、絶対温度と質量のみの関数となる。この結果を簡潔に述べると次のようになる。「温度は、原子・分子の乱雑な並進運動エネルギーの平均値を示している。」と云うことができる。気体分子の並進運動の速度分布ついてのマクスウエルの速度分布則は気体ばかりでなく、液体や固体に対しても成立することが、原島のテキストにも記されているが、数学的証明は附されていない。温度が分子の乱雑な並進運動の運動エネルギーの平均値によって決まり分、分子内の回転や振動運動は温度に依存して励起されるが、温度には寄与しないことを五十嵐は思考実験を用いて証明している。
統計力学によれば、温度は物質を構成する分子の乱雑な並進運動エネルギーの平均値として、五十嵐が導出した様に求めることができる。この様にして求めた温度は、熱力学温度と一致する。
熱力学温度の零点（0ケルビン）は絶対零度と呼ばれ、分子の乱雑な並進運動が停止する状態に相当する。ただし絶対零度は極限的な状態であり、有限の操作で物質が絶対零度となることはない。また、量子力学的な不確定性があるため、絶対零度になっても分子の運動は止まることはない。しかし、このときの分子の運動は乱雑な並進運動ではない。このときの分子の運動は、量子力学的ゼロ点振動(ゼロ点運動)と呼ばれ、乱雑な運動ではないので、エントロピーには寄与しないので、絶対零度ではエントロピーはゼロであり、分子の乱雑な並進運動も停止しゼロとなる。温度は物質を構成する分子の乱雑な並進運動エネルギーの平均値だからである。
温度は、化学反応において強い影響力を持つ。また、生物にはそれぞれ至適温度があり、ごく狭い範囲の温度の環境下でしか生存できない。化学や生物学における観察や実験では、基礎的な条件として温度を記録する必要があり、あるいは温度を調整することが実験を成立させる重要な条件となる。また、生物学や医学において組織や検体を冷蔵するのは、温度を下げることで化学変化の速度を抑える意味がある。

## 動力学理論からのアプローチ
動力学理論では、ケルビン温度は、温度(熱）平衡状態における、1 自由度当たりの運動エネルギーの平均値に関連づけられる。
エネルギー等配分の法則（equipartition theorem）によると、系の個々の自由度あたりの運動エネルギーは kBT/2 となる。ここで、 T は絶対温度、 kB はボルツマン定数である。3次元空間で、粒子の並進自由度は 3 なので、単原子気体粒子１個は、3kBT/2 なるエネルギーを持つ。
例えば気体状態の酸素分子 (O2) は、並進に加えて回転（2自由度）と振動（1自由度）を持つ。それぞれの1自由度あたりの運動エネルギーは、 kBT/2 であるが、振動のモードは、常温を含む低い温度領域では量子力学的に凍結されるので、分子一個当たりの全エネルギーは 5kBT/2 となる。また、高い温度領域では調和振動子と近似される振動のモードとなり、運動エネルギーおよびそれとほぼ等しいポテンシャルエネルギーが加わるので、分子一個当たりの全エネルギーは 7kBT/2 となる。並進、回転、振動などの各モードはこのような一定の制約のもとに等配分され、その（地下水位のような）統一尺度が温度と言えるが、ポテンシャルや周期性の観点から、最も制約の少ないのが気体の並進エネルギーである。
固体の温度エネルギーは、デバイ温度より高い温度領域では原子1個あたり、 6kBT/2 で近似される（デュロン＝プティの法則）が、これも、原子の 1 個が3自由度の調和振動子を構成するからである。
エネルギー等配分の法則は、混合気体における異種気体粒子相互においても成り立つのみならず、こうしたことは結果であって、実は、この結果に近づける均等化作用が存在すると考えられる。この均等化作用が物体中の空間的不均一に対して働く結果は熱伝導と言えるが、同じ空間を占めていても、（例えば透明な）物質と輻射場とが、異なる温度を長時間保持するケースは考えられ、この場合は、それぞれの温度を分けて考えるべきである（輻射の温度は、そもそも常識的に定義できない場合もある）。
温度は統計的な実体なので、空間的、時間的に、やや広い計測範囲が必要であり、気体であれば、その粒子が複数回衝突する時間や空間が必要である。例えば気体の並進、回転、振動といった運動のモードは、このような時空の範囲では十分に（先に述べた制約のもとに）均等化すると考えられる。しかし、マクスウエルが指摘している様に分子の回転、振動といった運動のモードは温度に依存して励起されるが、温度には寄与しないことに留意する必要がある。いわゆる「断熱自由膨張」などはあくまで例外的な過渡現象である。

## 温度の定義
歴史上様々な温度の定義があったが、現在の国際量体系における基本量に位置付けられる熱力学温度の定義は、温度(熱）平衡状態における系の内部エネルギーUを、体積を一定に保ってエントロピー Sで偏微分したものである。
(T=∂ U/∂ S)v。現時点で、非平衡状態での温度やエントロピーの定義は、本来の意味で定義できないこともあり、途上段階である。
温度は非常に計りにくい物理量の一つである。温度は統計値であるから、低密度な物体や非常に狭い範囲を対象に計測するなど、分子数が少ない場合には統計的に値が安定せず意味が無くなること、非常に大量の分子の運動状態を一個一個観測することは現在の技術では不可能であり代わりに間接計測を行っていることに起因している。
温度を計測する方法としては、計測対象となる物体から放射される電磁波を計測する方法や、長い時間をかけて計測プローブを計測対象となる物体に接触させ温度(熱)平衡状態にさせてから計る方法がある。どちらの方法も、何らかの計測上の問題を抱えている。しかし、近年の高速温度測定装置では､対象物の大きさ数十マイクロメートル、測定時間は数ミリ秒程度で測定可能となっており、物理現象を捉える一つの手段としての有効性が向上してきている。

## 温度と温度計の理学史
物体の寒暖の度合いを定量的に表そうという試みを初めて行ったのは異説はあるがガリレオ・ガリレイであると考えられている。ガリレイは空気の熱膨張の性質を利用して物体の温度を計測できる装置、すなわち温度計を作成した。ガリレイの作った温度計は気圧などの影響を受けてしまうために実際に温度を定量的に表すには及ばなかったが、このように物質の温度による性質の変化を利用して、寒暖の度合いを定量的に表そうという試みは以後も続けられた。初めて目盛付き温度計により数値によって温度を表現しようとしたのはオーレ・レーマーである。レーマーは水の沸点を60度、水の融点を7.5度とする温度目盛を作成した。温度目盛を作成するにはこのように2点の定義定点が必要となる。多くの独自の温度目盛りが作成されたが、現在では日常的にはアンデルス・セルシウスによって作成された摂氏温度目盛、ガブリエル・ファーレンハイトによって作成された華氏温度目盛が主に使用されている。
かつては温度と熱の概念の区別が明確にされていなかった。温度と熱の違いに初めて気が付いたのはジョゼフ・ブラックであると考えられている。ブラックは氷が融解している最中は熱を吸収しても温度が変化しないことを発見した（潜熱）。また温度の違う同質量の水銀と水を混ぜる実験を行い、それぞれ水と水銀の温度変化にある定数を掛けた量が常に等しくなることを発見した。これは熱容量の概念であり、温度変化に乗ずる定数が熱容量に相当し、常に等しくなる量は移動する熱量である。これらの実験により温度と熱が異なる概念であることが確立された。
その後、19世紀に入ると効率の良い熱機関の開発の要請から熱力学の構築が進んでいった。ニコラ・レオナール・サディ・カルノーは熱機関の効率には熱源と冷媒の間の温度差によって決まる上限があることを発見した。このことから熱力学第二法則についての研究が進んでいった。熱力学第二法則によれば外部から仕事がなされない限り、熱エネルギーは温度の高い物体から温度の低い物体にしか移動しない。
ウィリアム・トムソンはカルノーサイクルで熱源と冷媒に出入りする熱エネルギーから温度目盛が構築できることを示した。これを熱力学温度目盛という。熱力学温度においては1つの定義定点はカルノーサイクルの効率が1となる温度であり、これは摂氏温度目盛で表せば−273.15 °Cである。熱力学第二法則によれば、この温度に到達するには無限の仕事が必要となり、それより低い温度は存在しない。そのため、この温度を絶対零度ともいう。熱力温度目盛ではこの絶対零度を原点(0 K)としている。温度の下限の存在はトムソン以前にシャルルの法則から、あらゆる気体の体積が0となる温度として考えられていた。
原子、分子レベルにおける温度の意味については、ジェームズ・クラーク・マクスウェルの気体分子運動論によって初めて明らかとなった。気体分子の並進運動の速度分布はマクスウェル分布に従い、この分布関数の形状は温度に依存している。特に気体分子の並進運動エネルギーの平均値は3/2 kT（k:ボルツマン定数、T:熱力学温度）となり、温度に比例する。すなわち温度は分子の並進運動の激しさを表す数値でもある。このためプラズマ中のイオンや電子の持つ平均運動エネルギーを温度で表現することがある(プラズマ中のイオンや電子は並進運動の自由度しか持たないからである）。この時は通常平均運動エネルギー = kTとなる温度Tによって表現する。
ルートヴィッヒ・ボルツマンはこのマクスウェルの考え方を発展させ統計熱力学を構築した。統計熱力学では、あらゆる形態のエネルギーにこの考え方が拡張されている。温度が高いほど高いエネルギーを持つ原子や分子の割合が大きくなり、原子や分子の持つ平均エネルギーの大きさも増加する。このように統計熱力学において温度は分子の並進運動エネルギー分布の仕方を表す指標である。
量子論が確立してくると、古典的な統計熱力学は量子統計の近似であることが明らかとなった。古典論においては0 Kにおいてあらゆる粒子は運動を停止した最低エネルギー状態をとることになるが、量子論においては粒子は0 Kにおいても零点エネルギーを持ち静止状態とはならない。この物理現象は零点振動と呼ばれている。また、ボース粒子のエネルギー分布はボース・アインシュタイン分布、フェルミ粒子のエネルギー分布はフェルミ・ディラック分布となる。フェルミ粒子においてはパウリの排他原理により、絶対零度においても古典論では数万 Kにも相当するような大きなエネルギーを持つ粒子が存在するが、これは、エネルギーを上式のkTに代入して温度と見なしたことによるもので、真の温度を示しているのではないことに留意することが大切である。したがって、温度が分子の並進運動エネルギー分布の仕方を表す指標であることは古典統計と変わっていない。

## 温度の単位と種類
- 温度単位
  - 熱力学温度（絶対温度、開氏） - ケルビン
  - セルシウス度（摂氏）
  - ファーレンハイト度（華氏）
  - レオミュール度（列氏）
  - ランキン度（蘭氏）
- 乾球温度
- 湿球温度
- 放射温度
- グローブ温度
- 露点温度

|                          | ケルビン | セルシウス度 | ファーレンハイト度 | ランキン度 | ドリール度 | ニュートン度 | レオミュール度 | レーマー度 |
| ------------------------ | -------- | ------------ | ------------------ | ---------- | ---------- | ------------ | -------------- | ---------- |
| 絶対零度                 | 0        | −273.15      | −459.67            | 0          | 559.725    | −90.14       | −218.52        | −135.90    |
| 地球表面の最低気温（※1） | 183.95   | −89.2        | −128.56            | 331.11     | 283.8      | −29.436      | −71.36         | −39.33     |
| ファーレンハイトの寒剤   | 255.37   | −17.78       | 0                  | 459.67     | 176.67     | −5.87        | −14.22         | −1.83      |
| 水の融点（標準状態下）   | 273.15   | 0            | 32                 | 491.67     | 150        | 0            | 0              | 7.5        |
| 地球表面の平均気温       | 288      | 15           | 59                 | 518.67     | 127.5      | 4.95         | 12             | 15.375     |
| 人間の平均体温           | 309.95   | 36.8         | 98.24              | 557.91     | 94.8       | 12.144       | 29.44          | 26.82      |
| 地球表面の最高気温（※2） | 329.85   | 56.7         | 134.06             | 593.73     | 64.95      | 18.711       | 45.36          | 37.268     |
| 水の沸点（標準状態下）   | 373.15   | 100          | 212                | 671.67     | 0          | 33           | 80             | 60         |
| チタンの融点             | 1941     | 1668         | 3034               | 3494       | −2352      | 550          | 1334           | 883        |
| 太陽の表面温度           | 5800     | 5526         | 9980               | 10440      | −8140      | 1823         | 4421           | 2909       |

- ※1：南極・ボストーク基地、1983年7月21日
- ※2：アメリカ合衆国・カリフォルニア州デスヴァレー、1913年7月10日

## 国際温度目盛（ITS-90）
国際単位系においては温度には熱力学温度を使用し、単位としてケルビンを使用することになっている。しかし熱力学温度は理想化された系の性質から定義される温度であるから、実際に計測することは容易ではない。そこで熱力学温度と実用上一致し、測定しやすい温度として国際温度目盛（こくさいおんどめもり、ITS、International Temperature Scale）が定められている。現在使用されている温度目盛は1990年に定められたものでITS-90と呼ばれている。国際温度目盛はある領域の温度を定義する計測器とそれを校正するための定義定点からなる。

### 定義方法
- 0.65 K – 5.0 K : ヘリウムの蒸気圧と温度の関係式によって定義される。
- 3.0 K – 24.5561 K : 定義定点で校正されたヘリウム3またはヘリウム4の定積気体温度計によって定義される。
- 13.8033 K – 1234.93 K : 定義定点で校正された白金抵抗温度計によって定義される。
- 1234.93 K – : プランクの放射則に基づいて、定義定点で校正された放射温度計によって定義される。

### 定義定点
- ヘリウムの蒸気圧点: 3 K – 5 K での値を校正に使用
- 平衡水素（オルト水素とパラ水素が平衡にある水素）の三重点: 13.8033 K
- 平衡水素の蒸気圧点: 17.025 K – 17.045 K と 20.26 K – 20.28 K の値が定義されている
- ヘリウム気体温度計の示度: 16.9 K – 17.1 K と 20.2 K – 20.4 K の値を校正に使用
- ネオンの三重点: 24.5561 K
- 酸素の三重点: 54.3584 K
- アルゴンの三重点: 83.8058 K
- 水銀の三重点: 234.3156 K
- 水の三重点: 273.16 K （熱力学温度目盛のもう一つの定義定点）
- ガリウムの標準気圧下(101 325 Pa)の融解点: 302.9146 K
- インジウムの標準気圧下の凝固点: 429.7485 K
- スズの標準気圧下の凝固点: 505.078 Kᐸ
- 亜鉛の標準気圧下の凝固点: 692.677 K
- アルミニウムの標準気圧下の凝固点: 933.473 K
- 銀の標準気圧下の凝固点: 1234.93 K
- 金の標準気圧下の凝固点: 1337.33 K
- 銅の標準気圧下の凝固点: 1357.77 K

## 温度測定法
測定方法には物体に直接触れて測る接触式と、触らずに測る非接触式がある。
接触式は、膨張式と電気式、計数式等があり、膨張式は、気圧温度計や蒸気圧温度計など温度変化による気体の圧力変化を測るものや、水銀温度計のような液体の長さを測るもの、固体の変形を測るバイメタル式がある。電気式は、温度によって抵抗率が変わる原理を利用した白金抵抗温度計や熱電対など金属線を用いるもの、サーミスタやダイオードなど半導体を用いるものがある。温度変化を共振周波数変化として計測できる水晶温度計は計数式に分類され、この他にもサーモペイントや液晶も接触して温度変化を測定できる。
非接触式は、検出波長によって2種類に分かれる。ひとつは、約2–5 μmの短波長の赤外線を検出波長帯とする量子型。もうひとつは、約8–14 μmの長波長の赤外線を検出波長帯とする熱型。それぞれの検出波長帯は、大気による赤外線の減衰が小さい波長帯にあたり、量子型は検出素子にInSb（インジウムアンチモン）、InAs（ヒ化インジウム）などを使い、熱型はマイクロボロメータを使っている。非接触式の温度計としては代表的なものとして、赤外線サーモグラフィがある。
- 熱電対
- 測温抵抗体
- サーミスタ
- 放射温度計
- 液柱温度計
- バイメタル式温度計
- 赤外線サーモグラフィ

## 体感温度
ヒトが感じる温度は、気温だけでは決まらず、風や湿度、周囲の物体の熱放射にも影響を受ける。これらを勘案し定量的に表した温度を体感温度という。

## 温度差
温度差（おんどさ）は、文字通り二つの物質における温度の違いのその量の差であるが、1990年代初め頃から日本では一つの物事や案件に対して複数の関係者間での熱意、考え方や思惑などの違い、価値観の違いの比喩として「温度差」と表現することがある。 これはそれぞれの関係者の考え方や思惑などを、熱い思いと冷めた思いと捉え、その違いを物理的な温度の違いとして例えた言葉である。